# Præsidium de l'Alþing
Pour un article plus général, voir Althing.
Le præsidium de l'Alþing est le comité exécutif du Parlement islandais et est chargé de la gestion de la vie de la Chambre. Il est composé du Président de l'Alþing, ainsi que de six adjoints. Les membres du præsidium sont nommés par l'Alþing lors de la première réunion après les élections législatives.

## Composition actuelle du præsidium
- Ásta R. Jóhannesdóttir, Président de l'Alþing.
- Ragnheiður Ríkharðsdóttir, 1er adjoint
- Þuríður Backman, 2e adjoint
- Steinunn Valdís Óskarsdóttir, 3e adjoint
- Siv Friðleifsdóttir, 4e adjoint
- Árni Þór Sigurðsson, 5e adjoint
- Unnur Brá Konráðsdóttir, 6e adjoint